# Microcentrum triangulatum
Microcentrum triangulatum är en insektsart som beskrevs av Brunner von Wattenwyl 1878. Microcentrum triangulatum ingår i släktet Microcentrum och familjen vårtbitare. Inga underarter finns listade i Catalogue of Life.